# Satz von Cauchy-Kowalewskaja
Der Satz von Cauchy-Kowalewskaja, benannt nach Augustin-Louis Cauchy und Sofja Kowalewskaja, ist ein Satz aus der mathematischen Theorie der partiellen Differentialgleichungen. Er sichert die Existenz und Eindeutigkeit von Lösungen einer solchen Gleichung, genauer des sogenannten Cauchy-Problems, unter geeigneten Analytizitätsvoraussetzungen.

## Das Cauchy-Problem
Zunächst wird eine spezielle Form des Cauchy-Problems betrachtet. Sei dazu {\displaystyle u} eine Funktion in {\displaystyle n} Variablen, die wegen der besonderen Rolle der letzten Variable mit {\displaystyle x_{1},\ldots ,x_{n-1},t} geschrieben werden. Die {\displaystyle j}-te Ableitung nach {\displaystyle t} sei mit {\displaystyle \partial _{t}^{j}} bezeichnet, für einen Multiindex {\displaystyle \alpha =(\alpha _{1},\ldots ,\alpha _{n-1})} sei {\displaystyle \partial _{x}^{\alpha }=\partial _{x_{1}}^{\alpha _{1}}\ldots \partial _{x_{n-1}}^{\alpha _{n-1}}} eine Ableitung nach den ersten {\displaystyle n-1} Variablen.
Gegeben seien nun eine natürliche Zahl {\displaystyle k}, Funktionen {\displaystyle x\mapsto \varphi _{j}(x)=\varphi _{j}(x_{1},\ldots ,x_{n-1})} für {\displaystyle j<k} und eine Funktion {\displaystyle G} in {\displaystyle n-1+{\tbinom {k+n-1}{k}}} Variablen. Das Cauchy-Problem fragt in dieser Situation nach einer Funktion {\displaystyle u} in den Variablen {\displaystyle x_{1},\ldots ,x_{n-1},t}, die folgende Bedingungen erfüllt:
(1) {\displaystyle \partial _{t}^{k}u(x,t)=G(x,t,(\partial _{x}^{\alpha }\partial _{t}^{j}u(x,t))_{|\alpha |+j\leq k,j<k})}
(2) {\displaystyle \partial _{t}^{j}u(x,0)=\varphi _{j}(x)} für {\displaystyle j=0,\ldots ,k-1}
in einer Umgebung von 0. Dabei laufen die Variablen von {\displaystyle G} neben {\displaystyle x} und {\displaystyle t} über alle möglichen Multiindizes {\displaystyle \alpha } der Länge {\displaystyle n-1} und natürliche Zahlen {\displaystyle j=0,\ldots ,k-1} mit {\displaystyle |\alpha |+j\leq k}. Die Stelligkeit von {\displaystyle G} wurde gerade so gewählt, dass dies möglich ist. Die Gleichung (1) ist dann eine Bedingung an die {\displaystyle k}-te Ableitung von {\displaystyle u} nach {\displaystyle t}, die auf der rechten Seite nur von {\displaystyle t}-Ableitungen kleinerer Ordnung abhängt. Durch (2) sind die {\displaystyle t}-Ableitungen kleinerer Ordnung für {\displaystyle t=0}, die sogenannten Rand- oder Anfangswerte, vorgeschrieben. Man nennt {\displaystyle G} und die {\displaystyle \varphi _{j}} auch die Daten des Cauchy-Problems, {\displaystyle k} heißt Ordnung des Problems. Man beachte dazu, dass alle auftretenden Ableitungen eine Ordnung kleiner gleich {\displaystyle k} haben und auf der linken Seite eine Ableitung der Ordnung {\displaystyle k} tatsächlich auftritt. Jede Funktion {\displaystyle u}, die obige Gleichungen erfüllt, heißt eine Lösung des Cauchy-Problems.

## Formulierung des Satzes
Der Satz von Cauchy-Kowalewskaja sagt aus:
Sind {\displaystyle G} und die Funktionen {\displaystyle \varphi _{j}} in der obigen Formulierung des Cauchy-Problems analytisch, so gibt es in einer Umgebung des Nullpunktes eine eindeutige analytische Lösung des Cauchy-Problems.

## Allgemeinere Formulierung
In einer allgemeineren Formulierung betrachtet man Funktionen in {\displaystyle n} Variablen {\displaystyle x_{1},\ldots ,x_{n}}, ohne eine dieser Variablen besonders auszuzeichnen. Es ist ein Punkt {\displaystyle x^{0}=(x_{1}^{0},\ldots ,x_{n}^{0})} aus einer hinreichend glatten Hyperfläche {\displaystyle S} mit Normalenfeld {\displaystyle \nu } vorgegeben. Die Normalenableitung in Richtung {\displaystyle \nu } werde mit {\displaystyle \partial _{\nu }} bezeichnet.
Nun seien Funktionen {\displaystyle \varphi _{j}} und eine Funktion {\displaystyle F} mit {\displaystyle n+{\tbinom {k+n-1}{k}}} Stellen gegeben. Im allgemeinen Cauchy-Problem fragt man nach Funktionen {\displaystyle u} mit
(1) {\displaystyle F(x,(\partial ^{\alpha }u(x))_{|\alpha |\leq k})=0}
(2) {\displaystyle \partial _{\nu }^{j}u=\varphi _{j}} auf {\displaystyle S}
in einer Umgebung von {\displaystyle x^{0}\in S}.
In dieser Form handelt es sich im Allgemeinen nicht um ein korrekt gestelltes Problem und man kann keine Existenz- und Eindeutigkeitsaussagen erwarten, auch dann nicht, wenn {\displaystyle S}, {\displaystyle F} und die {\displaystyle \varphi _{j}} als analytisch vorausgesetzt werden. Man benötigt dazu die zusätzliche Voraussetzung, dass man (1) nach einer höchsten Ableitung auflösen kann. Aber dann kann man die vorliegende Situation durch eine geeignete Koordinatentransformation auf die oben beschriebene speziellere Formulierung des Cauchy-Problems transformieren. Das kann man dann so tun, dass die Analytizität der Funktionen erhalten bleibt, und dass {\displaystyle S} auf die Hyperfläche {\displaystyle x_{n}=0} und der Punkt {\displaystyle x^{0}} auf 0 abgebildet werden. Man spricht dann von einem sogenannten nicht-charakteristischen Cauchy-Problem. Die Anfangsdaten müssen auf einer Hyperfläche vorgegeben werden, die keine Charakteristik der partiellen Differentialgleichung ist (oder tangential zu einer Charakteristik ist). Salopp kann man den Satz von Cauchy-Kowalewskaja auch so aussprechen, dass ein nicht-charakteristisches analytisches Cauchy-Problem lokal, das heißt in einer Umgebung von {\displaystyle x^{0}}, eine eindeutige analytische Lösung besitzt.

## Bemerkungen
Für eine positive Zahl {\displaystyle k} hat das Cauchy-Problem
(1) {\displaystyle \partial _{t}^{2}u=-\partial _{x}^{2}u}
(2) {\displaystyle u(x,0)=0,\quad \partial _{t}u(x,0)=ke^{-k/2}\sin kx}
offenbar die Lösung
{\displaystyle u(x,t)\,=\,e^{-k/2}\sin(kx)\sinh(kt)},
wie man leicht nachrechnet. Lässt man nun {\displaystyle k\to \infty } gehen, so konvergieren die Cauchy-Daten gleichmäßig gegen 0. Die Lösung hingegen oszilliert immer schneller und konvergiert nicht für {\displaystyle k\to \infty }.
Dieses auf J. Hadamard zurückgehende Beispiel zeigt, dass die Lösung des Cauchy-Problems nicht stetig von den Daten des Cauchy-Problems abhängt.
Weiter stellt sich die Frage, ob man im Satz von Cauchy-Kowalewskaja die Analytizitätsvoraussetzung zu „beliebig oft differenzierbar“ abschwächen kann. Das 1957 gefundene Beispiel von Hans Lewy ist ein überraschend einfaches Beispiel eines Cauchy-Problems mit beliebig oft differenzierbaren Daten, das keine Lösung besitzt.